# Craspedida
A Craspedida a galléros ostorosok egy rendje. 
Két családja vanː 
- Codonosigidae
- Salpingoecidae.